# Festuca (diritto)
La festuca (dal latino festuca) era nell'antico diritto germanico (festuca notata) e in quello romano un bastone o un fuscello di paglia (privato della spiga) con valore simbolico utilizzato nella conclusione di un negozio giuridico. Nel medioevo indicò simbolicamente la sottomissione del vassallo al signore.

## Diritto romano
Tale oggetto era utilizzato nel diritto romano durante la cosiddetta manumissio vindicta, una delle tre antiche forme civilistiche di manumissiones - le altre due erano "testamento" e "censu" - che consisteva in un finto processo di libertà: davanti a un magistrato e alla presenza del dominus e del servus, un terzo soggetto, detto adsertor in libertatem, toccava lo schiavo con una festuca (una verga che i romani chiamavano vindicta, simbolo dell’asta militare, da cui il nome della manumissio) e ne proclamava la condizione di uomo libero usando una formula di rito. Il dominus taceva, per cui il magistrato, constatato il silenzio da parte del padrone, dichiarava ufficialmente l'addictio in libertatem.

## Medioevo
Durante quest'epoca la festuca era conservata dal vassallo presso di sé o poteva essere trattenuta dal signore. Il vassallo poteva decidere di liberarsene, gettandola via o riconsegnandola, come segno di sconfessione del legame vassallatico e di rifiuto del contratto di sottomissione col proprio signore durante un rituale detto della "werpitio" o "exfestucatio", con cui giuridicamente si abbandonava o cedeva un diritto.